# Lopadiaceae
Lopadiaceae is een botanische naam voor een familie van korstmossen behorend tot de orde Lecideales. Het bevat alleen het geslacht Lopadium.